# Armée sibérienne
L’Armée sibérienne (russe : Сибирская армия) était une armée antibolchevique pendant la Guerre civile russe, qui a combattu de juin 1918 à juillet 1919 en Sibérie et dans la région de l'Oural.

## Contexte
Après la prise de pouvoir des bolcheviks à Petrograd, le Congrès extraordinaire pansibérien des délégués des organisations publiques est convoqué à Tomsk le 7 décembre 1917. L'assemblée dominée par le SR refuse de reconnaître l'autorité soviétique ou ses décrets et, au cours de sa dernière session, le 15 décembre, demande la convocation d'une Douma régionale sibérienne « entièrement socialiste » et nommé un Conseil sibérien provisoire, responsable devant la Douma, qui « ferait office de gouvernement ». L'ouverture de la Douma est fixée au 8 janvier 1918.
La Douma ne peut pas se tenir à la date fixée par le congrès car le quorum des délégués (minimum d'un tiers, soit 93) n'est pas atteint. De nombreux délégués avaient déjà été arrêtés par les autorités bolcheviques locales ; d'autres n'avaient pas pu rejoindre Tomsk.
Trois semaines plus tard, dans la nuit du 28 au 29 janvier, une quarantaine de délégués parviennent finalement à se réunir. Ils élisent rapidement un gouvernement connu sous le nom de Gouvernement provisoire de la Sibérie autonome (GPSA), sous la présidence d'un jeune socialiste-révolutionnaire, Piotr Derber. Un autre membre du Parti SR — le colonel Arkadi Krakovetski — devient ministre de la Guerre ; sa tâche consiste à organiser une rébellion antibolchevique en Sibérie. Krakovetski nomme deux représentants, le capitaine d'état-major Frizel dans le district militaire de Sibérie occidentale et le praporchtchik Kalachnikov (tous deux membres du parti SR). Cependant, il existe également de nombreuses organisations militaires clandestines indépendantes dont les membres sont des officiers expérimentés. Par conséquent, les membres du parti SR ont rapidement été poussés vers les organisations clandestines. En Sibérie occidentale, la principale figure est devenue le colonel Alekseï Grichine-Almazov, et en Sibérie orientale le colonel A. Ellerts-Oussov. Pour coordonner les efforts, ils créent l'état-major central à Novonikolaïevsk ; Grichine-Almazov devient le chef de cet état-major.

## Création de l'armée

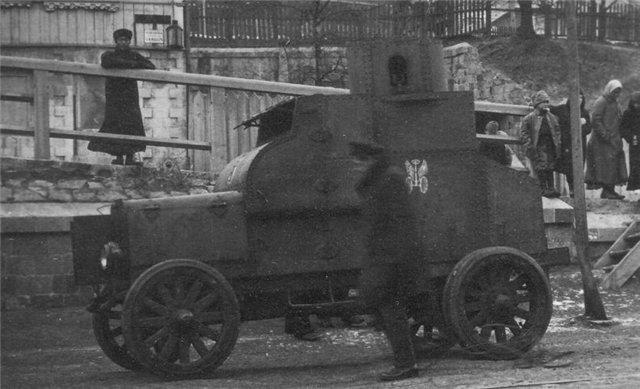
Une voiture blindé Fiat-Omsky utilisée par l'armée sibérienne.

La Révolte de la Légion tchécoslovaque en mai 1918, change radicalement la situation en Sibérie. Le 25 mai, les légionnaires capturent Mariinsk, le lendemain Tcheliabinsk et Novonikolaïevsk. Le 28 mai, Grichine-Almazov arrive à Novonikolaïevsk et se proclame commandant de toutes les troupes du district militaire de Sibérie occidentale. À cette époque, la plupart des membres du GPSA (dont Derber et Krakovetsky) se trouvent à Vladivostok ; il est donc nécessaire de créer une structure de gouvernement sans eux. Le 30 mai, une réunion a lieu à Novonikolaïevsk, le soi-disant "Conseil des représentants du GPSA", qui organise le Commissariat provisoire de Sibérie occidentale.
Le 12 juin 1918, Grichine-Almazov ordonne de renommer l'état-major du district militaire de Sibérie occidentale (situé à Omsk) en état-major de l'armée indépendante de Sibérie occidentale. Les membres de l'état-major sont des officiers de l'ancienne armée impériale russe, de sorte qu'il n'y a plus aucune influence du parti socialiste-révolutionnaire déchu.
Le 30 juin 1918, le Commissariat de Sibérie occidentale transfert ses pouvoirs au Gouvernement provisoire de Sibérie (GPS), dirigé par Piotr Vologodski. Grichine-Almazov est nommé ministre de la Guerre, mais il décide de ne pas créer un ministère de la Guerre ; il préfère utiliser la structure de l'état-major de l'armée indépendante de Sibérie occidentale comme ministère de la Guerre.

## Structure de l'armée

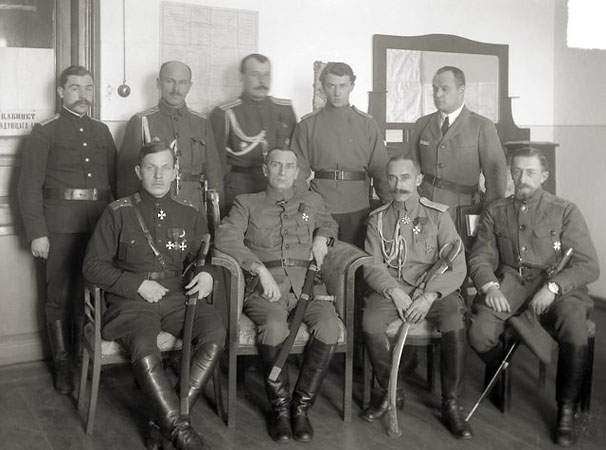
Quartier général de l'armée sibérienne, Ekaterinbourg, février 1919. Assis de gauche à droite : Radola Gajda, Amiral Koltchak, Boris Bogoslovskij, Sergey Domontovich.

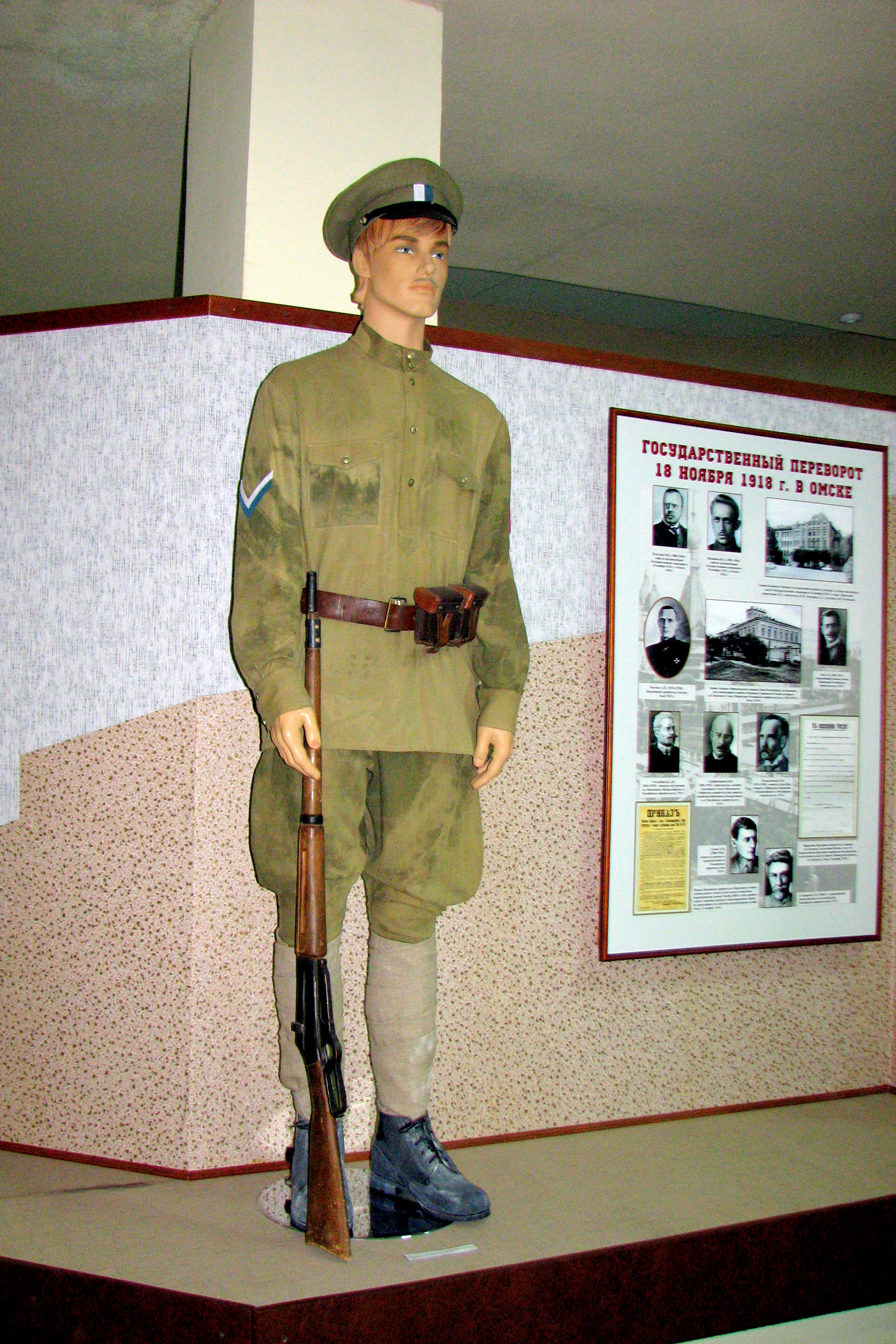
Un soldat de l'armée sibérienne. Musée local d'Omsk.

Le 13 juin 1918, toutes les troupes sous le commandement de Grichine-Almazov sont concentrées en deux corps : 
- Le Corps sibérien des steppes (avec son quartier général à Omsk, commandé par le colonel Pavel Ivanov-Rinov) et
- Le Corps de la Sibérie moyenne (avec son quartier général à Novonikolaïevsk, commandé par le lieutenant-colonel Anatoli Pepeliaïev).

À ceux-ci s'ajoute, le 11 juillet, le nouveau Corps de l'Oural (avec son quartier général à Tcheliabinsk, commandé par le colonel Mikhaïl Khanjine).
En août 1918, l'armée sibérienne comptait trois corps de 2 ou 3 divisions de quatre régiments chacun (23 147 fantassins, 14 888 cavaliers et 22 224 volontaires non armés).
Au début, l'armée sibérienne était composée de volontaires, mais il est vite devenu évident que pour créer une véritable armée, il était nécessaire d'organiser un programme de conscription. La conscription a commencé le 25 août 1918, et en octobre 1918, l'armée sibérienne comptait 10 754 officiers et 173 843 soldats.
Elle fut finalement divisée en cinq corps : 
- 1er Corps sibérien moyen,
- 2e corps sibérien des steppes,
- 3e Corps de l'Oural,
- 4e Corps de Sibérie orientale (avec son quartier général à Irkoutsk, commandé par le major-colonel Alexandre Ellerz-Oussov),
- le 5e corps Pri-Amour (dont le quartier général se trouve à Khabarovsk et qui est commandé par le colonel-major Grigori Semenov).

À l'été 1918, la principale force militaire dans la partie orientale de la Russie est la Légion tchécoslovaque. Lors de la réunion de Tcheliabinsk, qui a lieu le 13 juillet 1918, il est décidé qu'avant la nomination du chef de toutes les forces alliées en Russie, les troupes sibériennes sur la ligne de front seraient placées sous le commandement du chef de la Légion tchécoslovaque, le général de division Vladimir Chokorov (il était officier dans l'armée russe pendant la Première Guerre mondiale). À la fin de l'été, lorsque l'armée sibérienne est devenue plus puissante et que Chokorov a été remplacé par Jan Syrový à la tête de la légion tchécoslovaque, des tensions ont commencé à se développer entre les Russes et les Tchécoslovaques.

## Réorganisation

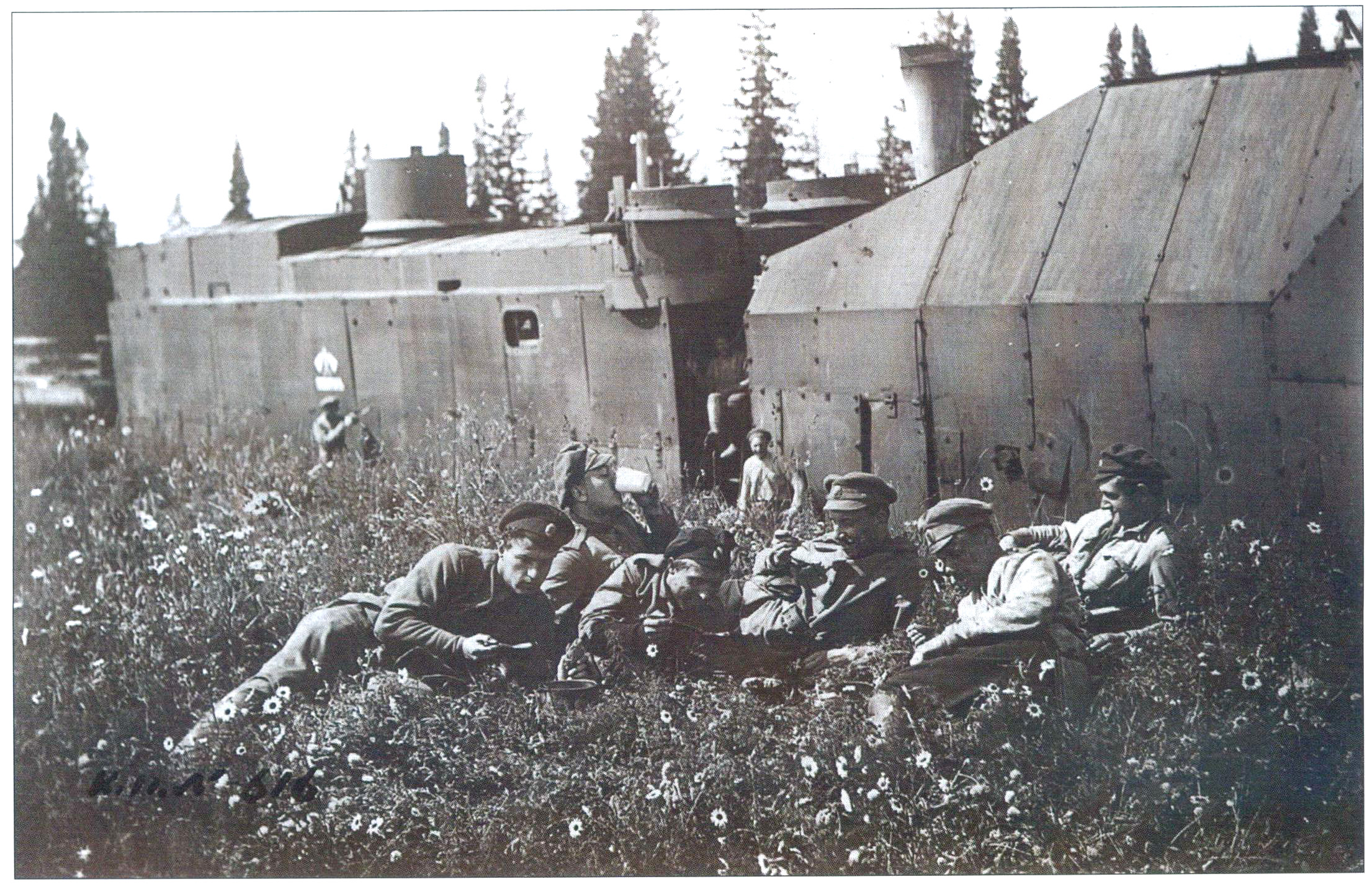
L'équipage d'un train blindé sibérien se détend lors d'un arrêt durant l'été 1919. Photo de propagande de l'armée de Koltchak.

En septembre 1918, lors de la Conférence d'Etat à Oufa, il est décidé que le Gouvernement provisoire de la Sibérie autonome et le Comité des membres de l'Assemblée constituante doivent former un Gouvernement provisoire panrusse uni avec Nikolaï Avksentiev à sa tête. Le lieutenant-général Vassili Boldyrev remplace Jan Syrový à la tête de toutes les forces alliées en Russie. Pavel Ivanov-Rinov de l'armée sibérienne devient le nouveau ministre de la Guerre et le nouveau chef de l'armée sibérienne. Boldyrev réorganise toutes les forces anti-bolcheviques en Russie orientale en trois fronts : 
- Le front de l'Ouest,
- Front du Sud-Ouest,
- Front sibérien.

Ivanov-Rinov devient commandant en chef de l'ensemble du front sibérien.
Après un coup d'État militaire en novembre 1918, lorsque l'amiral Alexandre Koltchak s'est proclamé chef suprême de la Russie, Boldyrev a été contraint d'émigrer. En décembre 1918, Koltchak dissout l'ancienne armée sibérienne et en crée une nouvelle sur la base du groupe d'Ekaterinbourg (comprenant les 1er et 3e corps de l'armée sibérienne et quelques autres troupes) avec Radola Gajda comme commandant. Trois autres forces indépendantes ont été créées. 
- Armée de l'Ouest, à partir du groupe de Samara et Kamsk, comprenant les 3e et 6e corps de l'Oural, dirigée par le général Mikhaïl Khanjine.
- Armée indépendante d'Orenbourg, sur la base des troupes du front du Sud-Ouest, sous le commandement du général Alexandre Doutov.
- 2e corps sibérien de la steppe, réorganisé à partir du front sibérien, avec le général Brjezovsky comme commandant.

En juillet 1919, après l'Offensive de printemps de l'armée russe et la Contre-offensive du front oriental, l'armée sibérienne, désormais sous le commandement de Mikhail Dieterichs, est divisée en : 
- 1re armée (en direction de Tioumen, sous le commandement de Anatoli Pepeliaïev)
- 2e armée (en direction de Kourgan, sous le commandement de Konstantin Akintievski).

Avec la 3e armée de Konstantin Sakharov, ils forment un front oriental du Mouvement blanc. Après plusieurs défaites écrasantes aux mains de l'Armée rouge renaissante, le front oriental s'est largement effondré et s'est dissous en novembre 1919. Les dernières troupes de l'armée sibérienne se sont retirées dans la région de Transbaïkalie et sont incorporées à l'armée d'Extrême-Orient.

## Commandants
- Alexeï Grichine-Almazov (juin - septembre 1918)
- Pavel Ivanov-Rinov (septembre - décembre 1918)
- Radola Gajda (janvier - juillet 1919)
- Mikhail Dieterichs (juillet - novembre 1919)

## Sources
- N.E.Kakurin, I.I.Vatsetis "Civil War. 1918-1921" (N.E.Kakurin, I.I.Vacietis "Civil War. 1918-1921") - Sankt-Peterburg, Maison d'édition "Polygon", 2002.  (ISBN 5-89173-150-9)